# Jordan 195
La Jordan 195 fu la quinta monoposto costruita dalla casa automobilistica Jordan per partecipare al Campionato mondiale di Formula 1 1995. Progettata da Gary Anderson e guidata dai piloti Rubens Barrichello ed Eddie Irvine concluse al sesto posto in classifica costruttori con due podi all'attivo.

## Sviluppo
La 195 si distingueva da tutte le altre vetture per la sua veste aerodinamica, totalmente innovativa. Ciò che la distingueva era, innanzitutto, la parte anteriore, che non presentava un musetto rialzato, come invece era comune all'epoca, e presentava forme arcuate. Le modifiche riguardarono anche le pance della vettura che divennero estremamente larghe e il diffusore posteriore, totalmente nuovo nel circus.
Venne poi adottato il motore Peugeot, il quale si rivelò, però, scarsamente affidabile.

## Piloti
| Piloti ufficiali       | Piloti ufficiali          | Piloti ufficiali |
| Nazione                | Nome                      | Numero           |
| ---------------------- | ------------------------- | ---------------- |
| Brasile (bandiera)     | Rubens Barrichello        | 14               |
| Regno Unito (bandiera) | Edmund "Eddie" Irvine Jr. | 15               |

## Risultati in Formula 1
| Anno | Team                 | Motore              | Gomme | Piloti      |     |     |     |   |     |   |   |     |     |    |     |     |    |   |     |     |     | Punti | Pos. |
| ---- | -------------------- | ------------------- | ----- | ----------- | --- | --- | --- | - | --- | - | - | --- | --- | -- | --- | --- | -- | - | --- | --- | --- | ----- | ---- |
| 1995 | Total Jordan Peugeot | Peugeot A10 3.0 V10 | G     | Barrichello | Rit | Rit | Rit | 7 | Rit | 2 | 6 | 11  | Rit | 7  | 6   | Rit | 11 | 4 | Rit | Rit | Rit | 21    | 6º   |
| 1995 | Total Jordan Peugeot | Peugeot A10 3.0 V10 | G     | Irvine      | Rit | Rit | 8   | 5 | Rit | 3 | 9 | Rit | 9   | 13 | Rit | Rit | 10 | 6 | 11  | 4   | Rit | 21    | 6º   |

| Legenda | 1º posto     | 2º posto | 3º posto    | A punti         | Senza punti/Non class.  | Grassetto – Pole position Corsivo – Giro più veloce |
| Legenda | Squalificato | Ritirato | Non partito | Non qualificato | Solo prove/Terzo pilota | Grassetto – Pole position Corsivo – Giro più veloce |